# A65 road
Die A65 road (englisch für Straße A65) ist eine größtenteils als Primary route ausgewiesene Fernverkehrsstraße in England, die von Leeds durch North Yorkshire nach Kendal führt.

## Verlauf

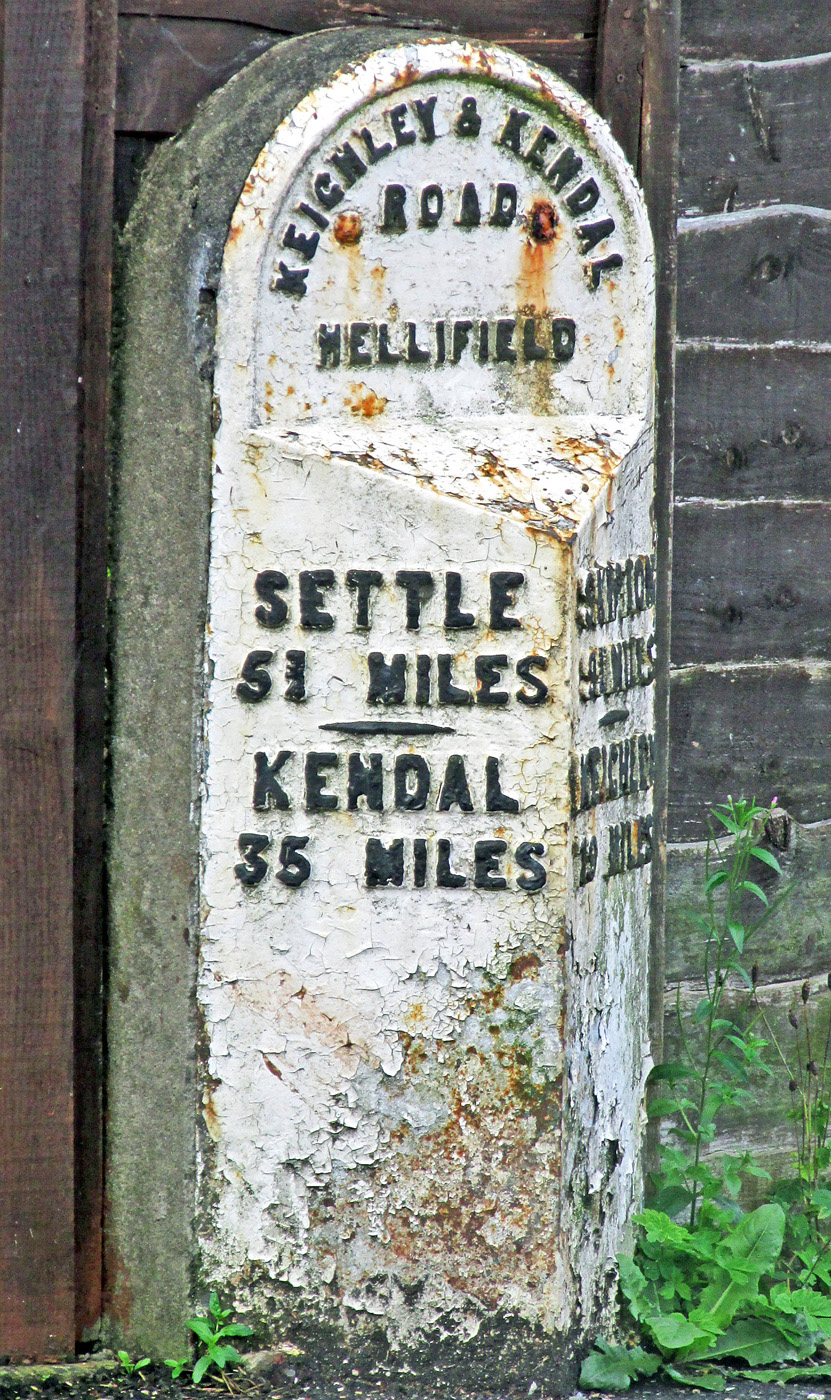
Historischer Meilenstein in Hellifield

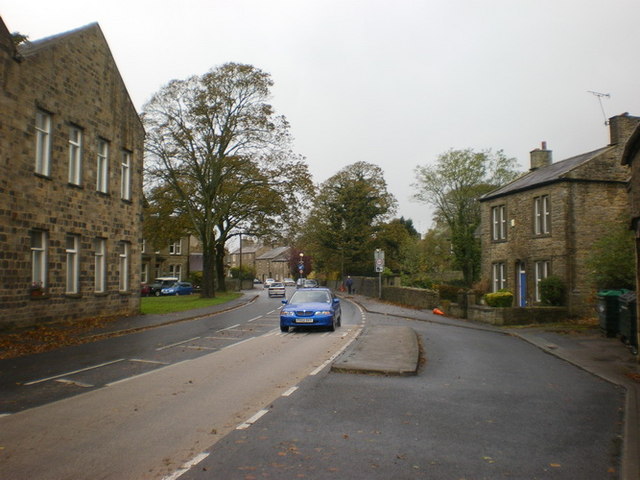
A65 in Long Preston (Aufnahme 2006)

Die Straße beginnt in Leeds an der A58(M) road, verläuft nach Nordwesten über Horsforth und Yeadon, trifft dann auf die als primary route ausgewiesene A660 road und wird selbst zur primary route, führt an Ilkley vorbei und umgeht auf einer gemeinsamen Trasse mit der A59 road die Stadt Skipton. Der weitere Verlauf führt durch Gargrave, Hellifield, Long Preston, wo die A682 road einmündet, Ingleton und Kirkby Lonsdale zum M6 motorway, an dessen Anschluss junction 36 sie ihren Charakter als primary route verliert. Von dort führt sie in nördlicher Richtung nach Kendal und endet dort an der A6 road.